# نیلی‌سهره سرآبی
نیلی‌سهره سرآبی یا نیلی‌سهره کلاه‌آبی (نام علمی: Uraeginthus cyanocephalus)، بومی اتیوپی، کنیا، سومالی، سودان جنوبی و تانزانیا در شرق آفریقا است. این سهره کوچک در شرایط اسارت نسبتاً خوب عمل می‌کند. با این حال، گفته می‌شود که پرورش این سهره بسیار دشوار است.